# اتفاقية قانون استخدام المجاري المائية الدولية في الأغراض غير الملاحية
اتفاقية قانون الاستخدامات غير الملاحية للمجاري المائية الدولية (بالإنجليزية: Convention on the Law of Non-Navigational Uses of International Watercourses)‏
هي وثيقة أقرتها الأمم المتحدة في 21 مايو 1997 تتعلق باستخدامات والحفاظ على كل المياه العابرة للحدود الدولية، بما فيها المياه السطحية والمياه الجوفية. أخذاً في الاعتبار الطلب المتزايد على الماء وأثر السلوك البشري، فقد وضعت الأمم المتحدة مسودة لتساعد على الحفاظ على الماء وإدارة الموارد المائية للأجيال الحاضرة والمستقبلة. ولتدخل حيز التنفيذ، احتاجت الوثيقة تصديق 35 بلد، ولكن حتى 2008 تلقت أقل من نصف العدد المطلوب، بتصديقات 16 دولة. وبالرغم من عدم التصديق عليها، فإن الوثيقة تعتبر خطوة هامة نحو التوصل لقانون دولي يحكم المياه.
في خريف 2008، بدأت الأمم المتحدة مراجعة قانون اقترحته مفوضية القانون الدولي يؤدي غرضاً مماثلاً للوثيقة التي لم يتم التصديق عليها، ولكن الأمم المتحدة كانت تفكر في اقرار المقترح كخطوط عامة وليس لإقرارها فوراً كقانون.
في يوم 19 مايو 2014، أصبحت دولة فيتنام الدولة الخامسة والثلاثين التي انضمّت إلى اتفاقية المجاري المائية الدولية. وقد أكملتْ دولةُ فيتنام بانضمامها العددَ المطلوبَ من التصديقات لدخول الاتفاقية حيز النفاذ. عليه فإن الاتفاقية سوف تدخل حيز النفاذ في 17 أغسطس عام 2014، أي بعد تسعين يوماً من تاريخ تاريخ إيداع الصك الخامس والثلاثين للتصديق أو القبول أو الموافقة، كما تقضي بذلك المادة 36 من الاتفاقية.

## البنود
وفيما يأتي أهم ما تضمنته الاتفاقية من بنود مهمة:
1- مفهوم المجرى المائي الدولي: استعرضت لجنة القانون الدولي جميع المفاهيم المستخدمة للأنهار الدولية، مثل: الحوض النهري والحوض المائي الدولي وحوض التصريف الدولي، وقررت أخيراً اعتماد مفهوم المجرى المائي الدولي الذي عرَّفته المادة الثانية من الاتفاقية بأنه: نظام المياه السطحية والجوفية، المتواجدة في عدة دول، والتي تشكل بموجب روابطها الفيزيائية مجموعة موحدة تصل بشكل طبيعي إلى نقطة التقاء مشترك.
2- الاستخدام العادل والمنصف للمصادر المائية: نصت المادة الخامسة من اتفاقية عام 1997 على هذا المبدأ الذي لا يمكن تطبيقه عملياً إلا مع الأخذ في الحسبان ضرورة استبعاد أي أولوية بين الاستخدامات المختلفة للمياه، كما أشارت إلى ذلك المادة /10/ من الاتفاقية. وأضافت المادة السادسة أنه يجب التوفيق بين جميع العوامل والظروف الملائمة لتحديد معنى الاستخدام العادل للمياه ودرجة الاعتماد على المياه والاتفاقات المعقودة، ولا يعني هذا المبدأ تقسيم المياه كمياً أو نسبياً وإنما استخدامها استخداماً مثمراً ومتعقلاً لمصلحة الدول المتشاطئة كافة.
3- المسؤولية الدولية عن الإضرار بالغير: هذا المبدأ المعترف به كقاعدة عرفية منذ إعلانه في حكم محكمة العدل الدولية لعام 1949 في قضية مضيق كورفو، تم ترسيخه أيضاً في المادة السابعة من اتفاقية عام 1997 التي نصت على الامتناع عن التسبب بأضرار جسيمة للدول الأخرى عند استخدام المجرى المائي الدولي، مع التسامح بحصول بعض الأضرار غير الجسيمة التي يمكن التعويض عنها بموجب اتفاقيات خاصة. كما حظرت المادة /21/ من الاتفاقية الأعمال الهادفة إلى تحويل المجرى المائي الدولي أو تحويل وتخفيض جريان المياه ومنسوب المجرى.
4ـ التعاون والتفاوض بحسن نية: نصت المادة الثامنة من الاتفاقية على التزام التعاون على أساس المساواة السيادية للدول المتشاطئة لتحقيق الفوائد المتبادلة بقصد بلوغ الاستخدام الأمثل للمجرى المائي الدولي، بما في ذلك تبادل المعطيات والمعلومات حول حالة مجرى النهر (المادة 9) والوقاية من الكوارث الطبيعية (المواد 27 و28) وفي مجال ضبط المياه وتدفقها (المواد 25 و26) والتشاور فيما يتعلق بالمشروعات المخطط لها (المواد 11 إلى 19) وأخيراً نصت المادة (33) على سلسلة من الإجراءات لتسوية الخلافات سلمياً بين الدول كالمفاوضات المباشرة والمساعي الحميدة والتوسط والتحقيق والتوفيق والتحكيم واللجوء إلى محكمة العدل الدولية.

### وصلات خارجية
- Convention on the Law of Non-Navigational Uses of International Watercourses, United Nations
- International Watercourses: The United Nations Convention on the Law of the Non-Navigational Uses of International Watercourses, lecture series by Stephen McCaffrey, Audiovisual Library of International Law, United Nations